# Aline Lamy
Pour les articles homonymes, voir Lamy.
Aline Lamy, née le 22 avril 1862 à Paris où elle est morte le 6 janvier 1941, est une peintre française et une enseignante de dessin.

## Biographie
Aline Honorine Pluyer naît en 1862 dans le 17e arrondissement de Céleste Pluyer puis est légitimée en 1863 lors du mariage de ses parents. Son père est Charles Alexandre Lamy, ingénieur civil dont la famille est originaire de la Somme.
Elle reçoit une formation diversifiée auprès du portraitiste et professeur de dessin Auguste Allongé, des peintres de scène de genre Édouard Krug, Gabriel Guay et Henri Laurent-Desrousseaux, de l'enlumineur Luc Anatole Foucher, de l'illustrateur Charles Léandre et de l'aquarelliste de fleurs François Rivoire.
Aline Lamy expose de 1887 à 1939. C'est essentiellement une aquarelliste et une pastelliste.
Elle est domiciliée au 136 rue du Faubourg-Poissonnière puis, en 1901, au 102 rue de Maubeuge.
Elle expose dès 1887 au salon de l'Union des femmes peintres et sculpteurs et, en 1912, son pastel Au Soir de la première communion remporte le 2e prix de l'Union ; elle obtient le 1er prix en 1923, et fait des envois jusqu'en 1939.
Elle est admise au Salon en 1888, est sociétaire des artistes français en 1894, et obtient une mention honorable en 1920. Elle y expose jusqu'en 1931 au moins.

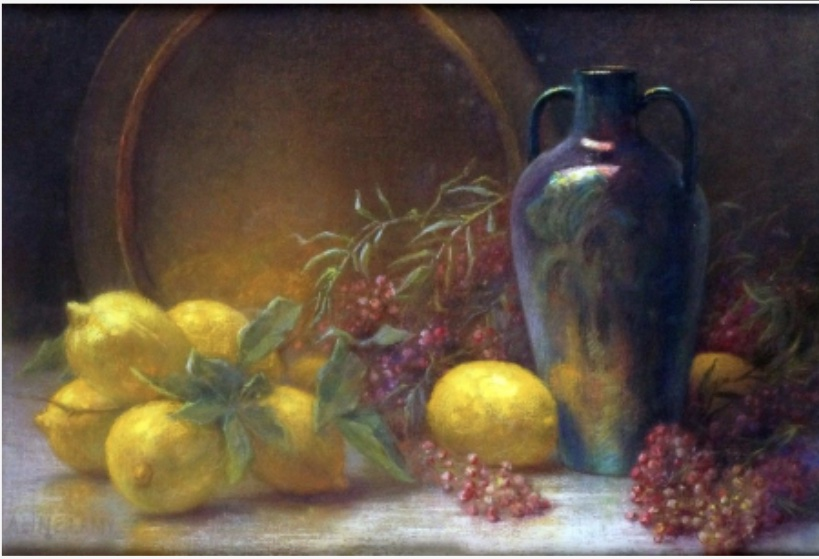
Nature morte (pastel).

Elle expose également dès 1888 aquarelles, fusains et pastels à la Société des amis des arts de Seine-et-Oise à Versailles, où elle obtient une médaille d'argent en 1909 et le prix de pastel en 1912 .
En 1890, elle est au Salon du blanc et noir, et à la Société des amis des arts du département de la Somme en 1890 et 1908 (médaille d'or).
Lors de son séjour à Paris en 1894, le peintre Eliseu Visconti la représente dans son atelier.
En 1898, elle expose à la Société des miniaturistes et enlumineurs (à la galerie Georges Petit).
En 1909 et 1911, elle expose à la Société nationale d'horticulture et, en 1911, au premier Salon d'art religieux à l'hôtel de la Rochefoucauld.
Elle forme de nombreuses élèves qu'elle introduit aux salons.
Elle est décorée en 1906 lors du salon de Versailles des palmes académiques, et est nommée Officier de l'Instruction publique en 1912 comme professeur de dessin.
Elle meurt en 1941 à l'âge de 78 ans à son domicile de la rue de Maubeuge à Paris.

## Salons et expositions

### Salon de l'Union des femmes peintres et sculpteurs
- 1887 : Éventail avec glycines, Tulipes Perroquet et pavots doubles (2 panneaux) et Le moulin de Royat, aquarelle[17]
- 1892 : Un Coin de la Gorge-aux-Loups (Fontainebleau), fusain[18]
- 1893
- 1895
- 1898 : Violettes
- 1899
- 1908
- 1909 : Le Soir
- 1911
- 1912 : Au Soir de la première communion[5], pastel (2e prix de l'Union)
- 1913
- 1914
- 1916 : Le déjeuner du "poilu" et Pris à l'ennemi[19]
- 1918 : Rééducation d'un aveugle de guerre
- 1921
- 1923 : (1er prix de l'Union)
- 1924 : L'intérieur du menuisier et Fleurs
- 1925
- 1926
- 1932 : pastels
- 1937 : Roses, aquarelle
- 1939

### Salon des artistes français
- 1888 : Entrée de village, en Picardie, fusain[3]
- 1889 : Souvenir de Mériville (Seine-et-Oise), fusain
- 1895 : Roses de Noël, aquarelle et L'oracle des champs, pastel
- 1896 : Bégonias, aquarelle
- 1898 : Un portrait, miniature
- 1899 : Portrait de Mlle M. L..., miniature
- 1903 : Dentelière, pastel
- 1904 : L'expérience, pastel et En automne, aquarelle
- 1905 : À grand'mère, pastel
- 1907 : La grève est votée, pastel
- 1908 : Ex-voto à Notre-Dame-des-Naufragés ; Douarnenez (14 août 1907), pastel et Géranium-lierre, éventail aquarelle
- 1909 : Le soir, pastel
- 1910 : L'art décoratif, pastel
- 1911 : Les préparatifs, pastel
- 1912 : Au Soir de la première communion[5]
- 1913 : Tristes souvenirs, pastel et En automne, bégonias, aquarelle
- 1931

### Exposition de la Société des amis des arts de Seine-et-Oise
- 1888 : Chiens et Chats [8]
- 1889 : Coin de serre (orchidées) et Aubépine et boules de neige, aquarelles
- 1893 : Bluets, aquarelle, Sous la Tillaie (forêt de Fontainebleau) et Chemin du fossé à Naour (Picardie), fusains
- 1894 : Chrysanthèmes et Azalées, aquarelles[6]
- 1896 : Iris, panneau et Giroflées, Mimosas et Violettes, aquarelles
- 1898 : Panier de Roses, aquarelle
- 1901 : Œillets et Souvenirs du Mont-St-Michel, aquarelles
- 1902 : Le printemps, pastel et Chrysanthèmes, aquarelle
- 1904
- 1905
- 1909 : (médaille d'argent)
- 1912 : (prix de pastel)

### Autres salons et galeries
- 1890 : Exposition internationale de blanc et noir avec L'Étang Godard (forêt de Taverny), dessin.
- 1890 : Société des amis des arts du département de la Somme avec Le moulin du Petit Saint Jean (Somme)[2] ; en 1908 avec Les Tricoteuses de Concarneau (médaille d'or).
- 1898 : Exposition de la Société des miniaturistes et enlumineurs à la galerie Georges Petit : cachets de communion.
- 1909 et 1911 : Société Nationale d'Horticulture[12].
- 1911 : Salon d'art religieux à l'hôtel de la Rochefoucauld[13] (avec Élodie La Villette, Real Del Sarte, Jan Styka, Raymond Rivoire, etc.).